# Austari-Jökulsá
Der Fluss Austari-Jökulsá ist ein Gletscherfluss in Island.

## Verlauf
Der Fluss liegt im Norden von Island, entspringt am Gletscher Hofsjökull und strömt von da Richtung Skagafjörður.
Etwas südlich des dortigen Tales der Norðurá vereinigt er sich mit dem Gletscherfluss Vestari-Jökulsá, um den breiten Fluss Héraðsvötn zu bilden, der nach etwa 45 km ins Meer, d. h. in den Skagafjörður mündet.

## Verkehr und wichtigste Daten
Ebenso wie sein westlicher „Kollege“ gilt Austari-Jökulsá als schwierig zu überqueren, weil der Fluss meist viel Wasser führt. Seine durchschnittliche Wassermenge beträgt im Sommer 60–100 m³/s, im Winter 20–30 m³/s. Die meiste je gemessenen Wassermenge betrug 320 m³/s.
Eine Furt für Jeeps befindet sich unterhalb der Illviðrahnjúkar. Eine Brücke gibt es seit 1970 bei Laugafell. Diese diente zunächst zur Überbrückung eines Gletscherflusses in Südisland, der Jökulsá á Sólheimasandi und wurde hierher transferiert, sobald man dort eine neue Brücke konstruiert hatte.

## Tourismus
Auf dem Fluss wird Rafting betrieben.